# Tschugg
Tschugg ist eine Einwohnergemeinde im Schweizer Kanton Bern. Sie gehört zum Verwaltungskreis Seeland. Tschugg ist als gemischte Gemeinde organisiert, kennt also keine Burgergemeinde. Sie bildet auch keine eigene Kirchgemeinde.

## Geographie
Tschugg liegt auf einer Anhöhe des Jolimont im Berner Seeland. Die Nachbargemeinden von Norden beginnend im Uhrzeigersinn sind Gals, Erlach, Ins und Gampelen.

## Politik
Gemeindepräsident ist Stephan Garo (Stand 2024).
Bei den Nationalratswahlen 2023 betrugen die Wähleranteile in Tschugg (in Klammern die Veränderung im Vergleich zu den Wahlen 2019 in Prozentpunkten): SVP 29,41 % (−2,62), SP 16,35 % (+5,65), Grüne 14,08 % (−5,67), Mitte 11,30 % (−0,69), glp 11,25 % (+0,13), EDU 4,91 % (+4,67), EVP 4,84 % (+0,53), FDP 4,00 % (−2,23), SD 0,02 % (+0,02).

## Geschichte
Die Klinik Bethesda ist seit 1889 im ehemaligen Landgut Steiger beheimatet. Mit etlichen Neubauten und Erweiterungen wurde daraus ein bedeutendes Zentrum für Neurorehabilitation. Heute sind Spezialabteilungen für Hirnverletzte, Parkinson- und Epilepsie-Erkrankte angeschlossen. Die Klinik ist der grösste Arbeitgeber in der Gemeinde.
1946 wurde die bis dahin selbstständige Gemeinde Mullen mit Tschugg fusioniert.

## Sport und Freizeit
Das gesellschaftliche Leben wird durch das Vereinswesen gefördert, unter anderem durch die örtliche Schützengesellschaft und den Swingolfclub.

## Sprachliches
Der Ortsnamen Tschugg geht auf ein gleichlautendes Gattungswort zurück, das ‹Felskopf›, ‹grosser, runder Felsvorsprung› bedeutet.

### Tschugger

#### Wein
Aus den in Tschugg angebauten Reben wird von Marolf Weinbau auch ein Tschugger angeboten.

#### Polizist
Die volkstümliche Meinung, der Ausdruck Tschugger für ‹Polizist› gehe auf das Seeländer Dorf zurück, ist nicht haltbar. Der Sprachwissenschafter Siegmund A. Wolf postuliert die Herkunft von aschkenasisch-hebräisch chokar (< althebräisch chāqar) ‹er hat gespäht, untersucht, geforscht›. Tschugger wäre damit über das Jiddische ins Rotwelsche und von da ins Schweizerdeutsche gelangt. Das Wort mit der Bedeutung ‹Polizist, Landjäger, Gendarm› findet sich auch in weiteren Mundarten, etwa als Schugger in Basel, als Schucker im Schwarzwald und in Franken sowie als Schogger, Schocker in der Pfalz.